# Gmina Rakovica
Gmina Rakovica (chorw. Općina Rakovica) – gmina w Chorwacji, w żupanii karlowackiej. W 2011 roku liczyła  2387 mieszkańców.